# جیمز موریسون (خواننده)
جیمز موریسون (به انگلیسی: James Morrison) متولد ۱۳ اوت ۱۹۸۴ خواننده، ترانه سرا، برنده جایزه بریت اواردز، در راگبی انگلستان به دنیا امد. کشف نشده 'Undiscovered' نام نخستین آلبوم جیمز موریسون است که تابستان ۲۰۰۶ پرفروش‌ترین آلبوم بریتانیا شد. و هنوز هم جزو آلبوم‌های تاپ آمریکا و اروپا قرار دارد. تک‌آهنگ موریسون با نام «تو چیزی به من می دهی» You Give Me Something به مقام پنجم جدول پرفروش‌ترین تک‌آهنگ‌های بریتانیا نیز دست یافته‌است. او هم‌اکنون از حمایت قابل توجه ایستگاه‌های مختلف رادیو و شبکه ام تی وی برخوردار بوده‌است.

## فعالیت

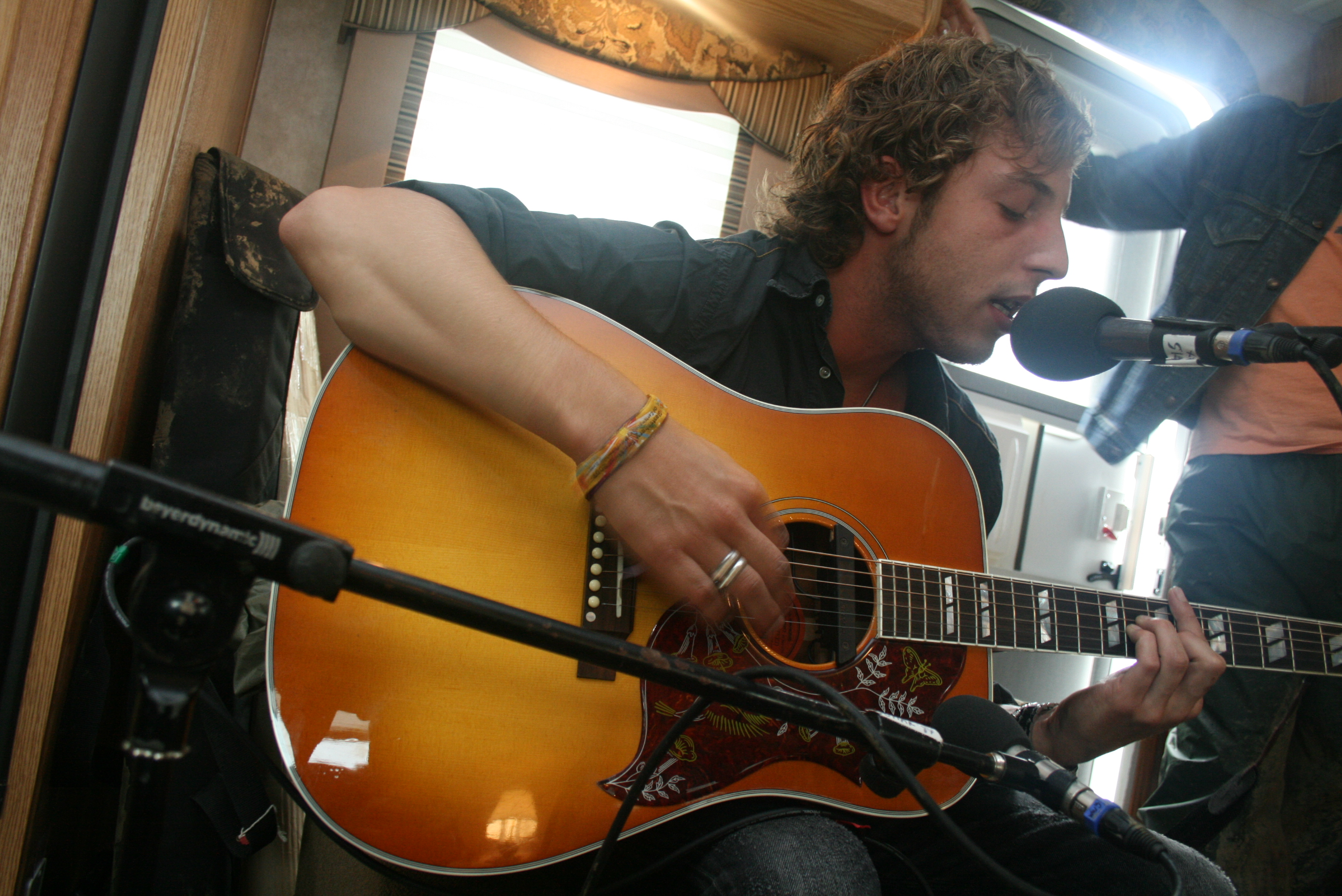
جیمز موریسون سال ۲۰۰۷

مشکلات خانوادگی باعث نقل مکان مکرر او و خانواده اش بوده و در این میان موریسون با موسیقی استیوی واندر، پینک فلوید، ون موریسون و نیروانا خود را سرگرم می‌کرده‌است. اهنگ‌های موریسون که بعد از ازدست دادن کار خود که تمیز کردن توالت‌های شهر داربی انگلستان بوده، به دست یک A&R( شخصی که در کمپانی‌های موسیقی استعدادها را کشف می‌کند) می‌رسد و او تحت تأثیر صدای موریسون قرار می‌گیرد. دیری نمی‌گذرد که موریسون با کمپانی موسیقی پالیدور رکوردز قرارداد امضا می‌کند. کمپانی موسیقی موریسون او را هنرمند ی با استعداد معرفی کرده که ترانههای او الهام گرفته از گذشته‌ای سخت، زندگی دشوار خانوادگی، مقروض بودن، دوستان معتاد و عشق و خوشگذرانی است.